# Erling Nielsen
Erling Nielsen (1922. – 1995.) je bivši danski hokejaš na travi.
Rodio se na  Sjællandu u Danskoj.
Prvi put se na Olimpijskim igrama pojavio na olimpijskom hokejaškom turniru 1948. u Londonu. Igrao za Dansku, koja je ispala u 1. krugu. 
Drugi put se pojavio na Olimpijskim igrama na olimpijskom hokejaškom turniru 1960. u Rimu. Igrao je za Dansku, koja je na turniru okončala na zadnjem, 16. mjestu. Bio je najstarijim igračem u reprezentaciji. Nastupio je s 38 godina.

## Vanjske poveznice
- Profil na Sports Reference.com  Arhivirana inačica izvorne stranice od 29. kolovoza 2011. (Wayback Machine)